# Eric Koston
Eric Koston (Bangkok, Thailand, 29 april 1975) is een beroemde Amerikaanse professionele streetskateboarder. Op jonge leeftijd is hij naar Californië verhuisd. Hier was destijds al een vrij grote skateboard-scene. 
Hij begon met skateboarden toen hij elf was, nadat zijn broer hem een oud Mark Gonzales board gaf met scheef staande trucks.
Koston werd pro in 1991 toen hij het H-Street team versterkte. Hij ging toen 6 maanden in het 'H-Street huis' in San Diego wonen. In 1992 verhuisde Koston naar Los Angeles omdat Natas Kaupas hem in het 101 team opnam. In dat team vestigde hij zijn naam als een leidende goofy-footer (rechtervoet vooraan) met technische tricks zoals de nollie flip noseslide en de switch kickflip backside tailside. Hij deed ook een switch 360° flip op de Embarcadero 7 highway in 101's video Falling Down 1993.
Koston werd bekend door zijn heel relaxte stijl in skateboarden en zijn technische trucs.
Veel mensen denken dat Koston of Karl Watson de K-grind (Koston-grind) introduceerden die nu ook wel bekendstaat als de crooked grind, maar het was Dan Peterka die hem het eerst deed. Maar aangezien de naam Peterka niet makkelijk kan worden uitgesproken en Koston niet veel later de front-foot flips vanuit een grind deed, was de grind al gauw hernoemd "k(oston)-grind". Toch veranderde Koston het weer terug naar crooked grind aangezien Koston te bescheiden was om een grind naar zich te noemen die hij niet zelf had bedacht. 
Tegenwoordig behoort hij nog steeds tot een van de grootste skateboarders. Toen in 1993 Rick Howard en Mike Carroll begonnen met het 'Girl skateboards' team nodigden ze Eric ook uit.
In zijn nieuwe team ontdekte hij op 23 april 1997 in Beverley Hills de fandangle: een one-footed backside crooked grind.
Verder wordt hij gesponsord door onder andere Girl Skateboards, Independent Trucks, Spitfire Wheels, Jessup Griptape, Nike Skateboarding en Fourstar clothing. Hij heeft meegespeeld in de skateboardfilms Mouse, Goldfish, Yeah right!, Menikmati en Chomp on this.
In 1996 werd Eric Koston gekozen tot "Skater van het Jaar" door Thrasher Magazine. Hij is mede-eigenaar van een kledinglijn: Fourstar.
Koston heeft een eigen privéskatepark samen met Steve Berra  genaamd "The  Berrics"

## Wedstrijd geschiedenis
- 1ste in 2007 Tampa Pro
- 1ste in 2005 X Games: street
- 1ste in 2004 X games: street
- 1ste in 2003 X Games: street
- 1ste in 2003 Gravity Games
- 1ste in 2002 Gravity Games: street
- 1ste in 2002 Tampa Pro
- 1ste in 2002 X Games: street
- 1ste in 2001 Gravity Games: street
- 1ste in 2001 Slam City Jam: street
- 1ste in 2000 Gravity Games: street
- 1ste in 1996 Tampa Pro
- 1ste in 1995 PSL: street